# District de Barkhan
Le district de Barkhan (en ourdou : بارکھان) est une subdivision administrative du nord de la province du Baloutchistan au Pakistan. Créé en 1991 autour de sa capitale Barkhan, le district est frontalier avec la province du Pendjab.
Le district est principalement rural et isolé, avec une population pauvre vivant surtout de l'agriculture et de l’élevage. La population d'environ 170 000 habitants en 2017 est en majorité constituée de tribus baloutches, dont la plus importante parle une langue locale, le khetrani.

## Histoire
Le district de Barkhan est créé le 31 décembre 1991, alors qu'il était auparavant un tehsil du district de Loralai. 

## Démographie

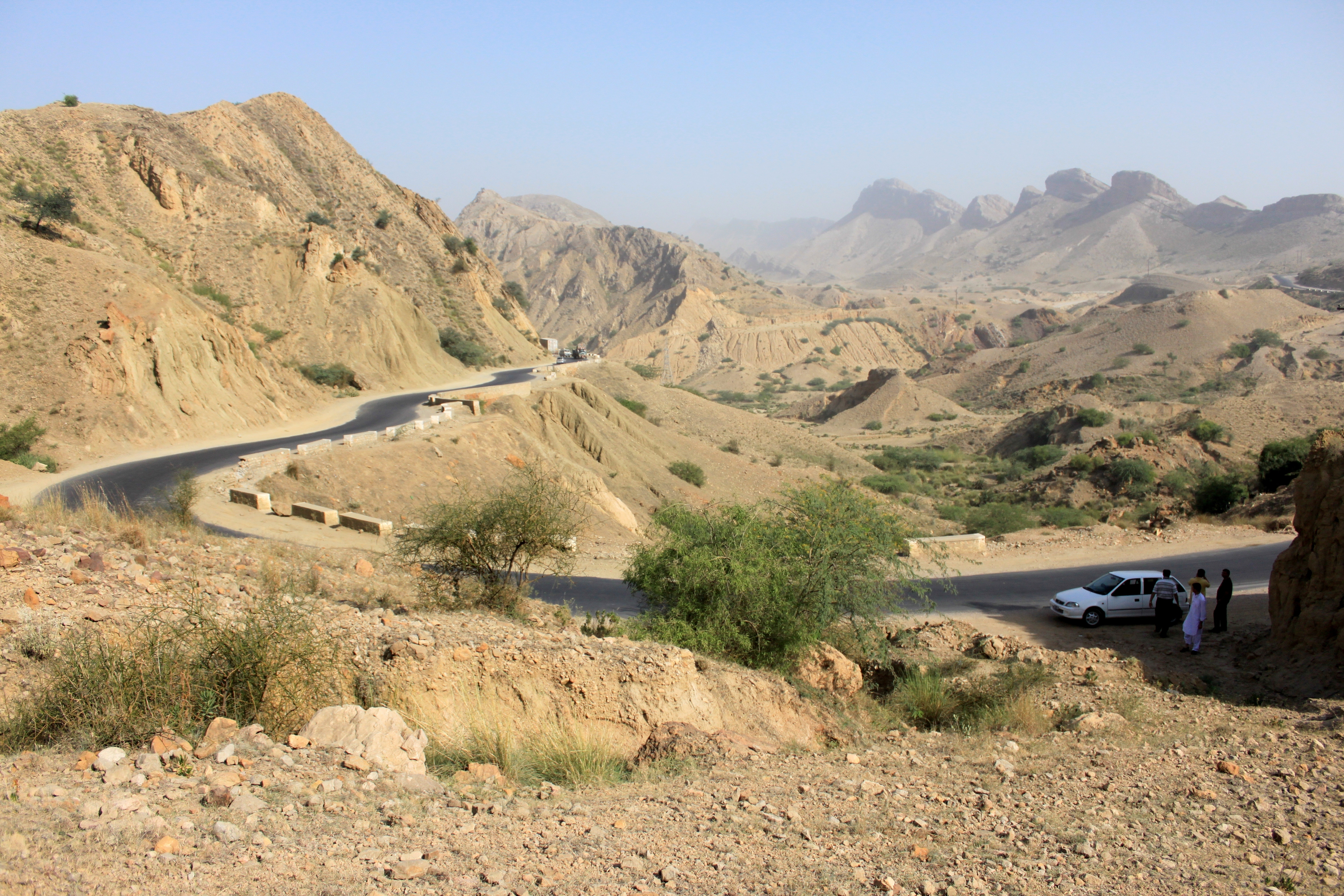
Route dans le district.

Lors du recensement de 1998, la population du district a été évaluée à 103 545 personnes, dont environ 7 % d'urbains. Le taux d'alphabétisation était de 16 % environ, soit bien moins que la moyenne nationale de 44 %. Il se situait à 24 % pour les hommes et 6 % pour les femmes, soit un différentiel de 18 points, contre 25 pour la moyenne nationale.
En 2009, l'alphabétisation est estimée à 29 % par les autorités, dont 46 % pour les hommes et 9 % pour les femmes.
Le recensement suivant mené en 2017 pointe une population de 171 556 habitants, soit une croissance annuelle de 2,7 %, inférieure à la moyenne provinciale de 3,4 % mais un peu supérieure à la moyenne nationale de 2,4 %. Le taux d'urbanisation reste stable.
Le district est principalement peuplé par des tribus baloutches. Majoritaire à Barkhan, la tribu Khetran parle le khetrani, faisant d'elle l'une des rares tribus baloutches à ne pas parler baloutchi,. Très minoritaire, le sindhi est aussi parlé. Le district compte quelques minorités religieuses : 1,3 % de chrétiens et 0,9 % d'hindous en 1998.    

## Administration

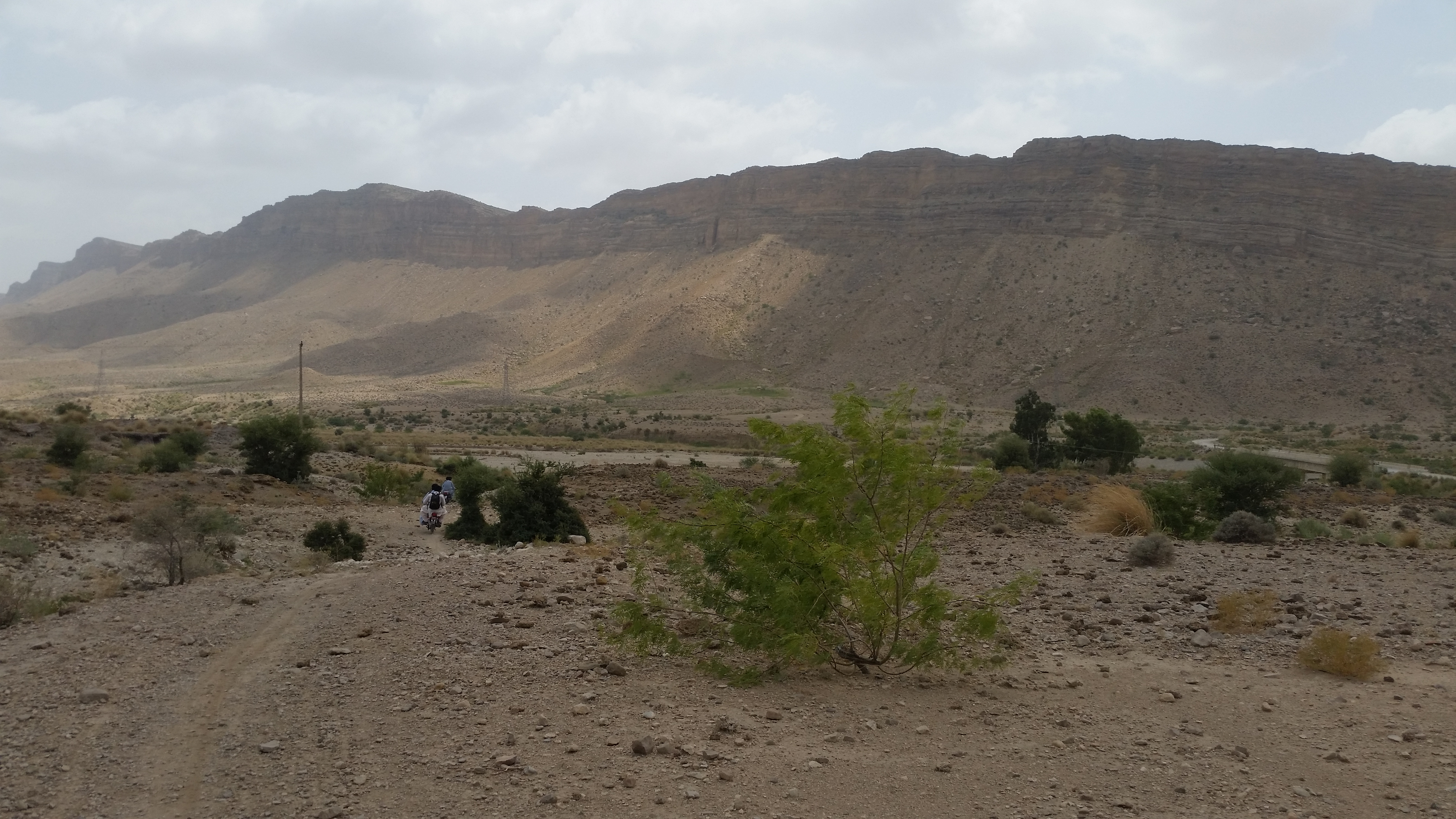
Paysage de Barkhan.

Le district ne compte qu'un seul tehsil nommé Barkhan ainsi que huit Union Councils,.
La capitale Barkhan est l'unique ville du district, c'est-à-dire la seule considérée comme une zone urbaine par les autorités de recensement. Elle regroupe 7 % de la population du district. 
| Ville   | Population (rec. 2017) |
| ------- | ---------------------- |
| Barkhan | 12 176                 |

## Économie et éducation
Barkhan est un district pauvre et peu développé. Près d'un quart de la superficie totale est cultivée, soit environ 950 kilomètres carrés. La production est surtout orientée vers le blé, les pommes, les tomates et les amandes notamment. L'élevage de chèvres et de moutons est également une source importante de subsistance : on en compterait plus de 1,2 million en 2010.
Les services publics sont peu développés dans le district, notamment les infrastructures scolaires qui sont manquantes. Seuls 39 % des enfants sont scolarisés dans le primaire en 2012 et 32 % pour l'enseignement secondaire.

## Politique
Le district est représenté par la circonscription no 17 à l'Assemblée provinciale du Baloutchistan. Lors des élections législatives de 2008, elle a été remportée par un candidat de la Ligue musulmane du Pakistan (Q), et durant les élections législatives de 2013, par un candidat de la Jamiat Ulema-e-Islam (F). À l'Assemblée nationale, il est partiellement représenté par la circonscription no 263, qu'il partage avec le district de Loralai et le district de Musakhel. Lors des élections de 2008, elle a été remportée par un candidat de la Ligue musulmane du Pakistan (N), et durant les élections de 2013, par un candidat de la Jamiat Ulema-e-Islam (F).
Depuis le redécoupage électoral de 2018, le district est partiellement représenté par la circonscription no 259, qu'il partage avec quatre autres districts de la province. Au niveau provincial, il est pleinement représenté par la circonscription no 8. Lors des élections législatives de 2018, la circonscription nationale est remportée par un candidat du parti Jamhoori Wattan, et la provinciale par un candidat indépendant,.